# Leona Kate Vaughan
Leona Kate Vaughan (13 de febrero de 1995) es una actriz británica de Caerphilly,  Gales del Sur. Asistió a la Escuela Etapa Marcos Jermin.
Actualmente protagoniza la serie de la cadena CBBC británica "Wolfblood". Cuando se le preguntó acerca de cómo obtener el papel de Jana en Wolfblood ella dijo: "Estoy muy emocionado de empezar a filmar. Me encantó esta parte de la primera vez que leí el guion y no puedo esperar para entrar en la línea de la historia. he de asistir a la Stage School Marcos Jermin desde hace tres años, ya que el día de su inauguración. He tenido un montón de grandes oportunidades, pero esto es algo que siempre he querido. Echaré de menos la escuela de la etapa mientras que estoy lejos filmando pero sin duda volveremos cuando tengo terminado ". Tiene su cuenta de YouTube, donde ha realizado una variedad de cubiertas de canciones.

## 2013-presente: Comienzos artísticos y Wolfblood
Leona realizó sus estudios en Stage School Marcos Jermin al sur de Gales donde aprendió a cantar y actuar. En 2013 en la segunda temporada de Wolfblood obtuvo el papel principal como Jana para la serie junto a sus compañeros de rodaje Aimee Kelly, Bobby Lockwood y Louisa Connolly-Burnham entre otros más, ella hace covers de cantantes y los sube a su cuenta oficial de YouTube recibiendo así críticas positivas.

## Series de Televisión
| Año       | Título    | Rol   |
| --------- | --------- | ----- |
| 2015      | Bridgend  | Grace |
| 2015-2016 | Stella    | Cerys |
| 2013-2016 | Wolfblood | Jana  |